# Theodorus van Cyrene
Theodorus van Cyrene (Grieks: Θεόδωρος ὁ Κυρήνη) was een Griekse wiskundige in de 5e eeuw v.Chr..
Hij werd bewonderd door Plato, die hem in diverse bronnen noemt. Er is weinig bekend wat hij tot stand heeft gebracht; aan hem toegeschreven wordt het bewijs dat de vierkantswortels van 3, 5, 6, 7, 8, 10, 11, 12, 13, 14, 15 en 17 irrationaal zijn.
Naar hem vernoemd is de Spiraal van Theodorus, een meetkundige figuur. 